# Запоріжелектротранс
Запорізьке комунальне підприємство міського електротранспорту «Запоріжелектротранс» — підприємство пасажирського транспорту загального користування, яке забезпечує надання послуг з перевезення пасажирів, експлуатацію рухомого складу та утримання об'єктів автомобільного та міського електричного транспорту.

## Загальна інформація
Станом на 2025 рік підприємство обслуговує:
- 6 трамвайних маршрутів: № 3, 10, 12, 14, 15, 16;
- 6 тролейбусних маршрутів: №1(окремі рейси 3), 3, 8, 9, 11, 14, 17 (маршрут № 2 з березня 2022 року тимчасово скасований[джерело не вказане 62 дні]);
- 14 автобусних маршрутів: № 7, 17, 18, 29, 34А, 38, 39, 56, 59, 71, 72, 86, 94, 98.

Основний вид діяльності підприємства — надання послуг з перевезення пасажирів авто- та електротранспортом внутрішньоміського сполучення.
Серед інших напрямків роботи:
- професійно-технічна освіта (навчання водіїв трамваїв та тролейбусів на базі Запорізького професійного ліцею залізничного транспорту);
- послуги з розміщення реклами;
- оренда приміщень;
- технічне обслуговування та ремонт транспортних засобів;
- автотранспортні послуги;
- ремонтно-будівельні роботи;
- допоміжне обслуговування водного транспорту;
- послуги з організації оздоровлення на базі відпочинку[4].

Середньодобовий випуск трамваїв у 2016 році складав 74 одиниць, що на 6 одиниць більше, ніж у 2015 році.
Випуск тролейбусів зменшився з 45 до 39 одиниць.
Послугами наземного пасажирського транспорту щоденно користуються близько 185 тис. мешканців та гостей Запоріжжя. За підсумками 2013 року загальна кількість перевезених пасажирів складає 67 521,3 тис. осіб (в т. ч. пасажирів, які користуються правом безкоштовного проїзду — 69 %).
Служба електрогосподарства КП «Запоріжелектротранс» обслуговує 100,55 км контактної мережі трамвайної та 188,441 км тролейбусної (у два дроти), 30 тягових підстанцій та 6 трансформаторних підстанцій з встановленою потужністю 73 МВт.
Служба шляху обслуговує 99,345 км трамвайної колії.
2016 року вишиванка стала брендом запорізького муніципального транспорту. Автобуси, трамваї та тролейбуси Запоріжжя — єдині в Україні, які прикрашені вишитим орнаментом. Дизайн корпоративного бренду розроблений фахівцями КП «Запоріжелектротранс». З 2016 року, коли запроваджено виробництво власних запорізьких трамваїв, комунальний транспорт, що закуповується або капітально відремонтовується, прикрашає корпоративний вишитий орнамент. Блакитний колір використовується на автобусах, на електротранспорті — червоний. На Всеукраїнській конференції корпорації «Укрелектротранс» запорізький бренд був відзначений як один з найкрасивіших і найбільш національний.
Станом на 1 січня 2017 року на балансі підприємства перебувало:
- 135 трамваїв (120 пасажирських та 15 службових)[9];
- 98 тролейбусів (95 пасажирських та 3 службових)[10];
- 51 автобусів (станом на серпень 2018 року)[11].

27 вересня 2018 року запрацював оновлений сайт КП «Запоріжелектротранс», а також сторінка у соціальній мережі Facebook, на якій є можливість дізнатися про зміни в роботі  муніципального транспорту. На сайті запропоновані розклади та схеми руху муніципального транспорту, а в розділі «Вакансії» — про наявність вакансій на КП «Запоріжелектротранс».[джерело не вказане 62 дні]
Станом на 1 березня 2019 року на балансі підприємства перебувало:
- 133 пасажирських і 15 службових трамваїв[12]
- 49 пасажирських і 2 службових тролейбусів[13]
- 85 пасажирських та 6 службових автобусів[14].

За основними показниками та виробничим потенціалом підприємство «Запоріжелектротранс» віднесено до першої групи підприємств міського електротранспорту України, найбільш потужної за кількістю рухомого складу, перевезених пасажирів тощо.
З 16 жовтня 2019 року, з метою підвищення туристичної привабливості та іміджу  міста Запоріжжя, покращення якості обслуговування пасажирів, підприємство «Запоріжелектротранс» впровадила додаткові можливості в роботі автоматичних інформаторів. Так, на трьох автобусах маршруту № 18 інформатор сповіщає не лише про зупинки та нагадує про сплату проїзду, але і пропонує прослухати інформацію про історичне минуле та пам'ятні місця міста Запоріжжя.
29 листопада 2019 року рішенням виконавчого комітету Запорізької міської ради № 522 затверджений перелік зупинок громадського транспорту на тролейбусних та трамвайних маршрутах в місті Запоріжжя.
У вересні 2020 року розпочався процес впровадження у муніципальному транспорті запуску послуги безконтактної оплати проїзду.
15 березня 2021 року комунальне підприємство «Запоріжелектротранс» переведено на програмне забезпечення зі збору та обробки GPS-даних через  мобільний додаток «EasyWay», для більш коректного та точного відслідковування місцеположення та часу прибуття трамваїв, тролейбусів та автобусів на зупинки громадського транспорту з 2019 року по 14 березня 2021 року доступ до GPS-трекерів надавав сервіс «DozorCity». З березня 2021 року муніципальний громадський транспорт Запоріжжя приєднано до ще одного сервісу — «CityBus», простоту і зручність якого високо оцінили мешканці інших міст України (наприклад, Київ, Дніпро, Львів, Маріуполь та інші). Раніше для кожного міста треба було встановлювати окремий додаток, нині всі міста, в яких працює сервіс, доступні в єдиному мобільному додатку «CityBus». У перспективі у всьому муніципальному транспорті передбачено обладнати датчики обліку пасажирів.
З 24 лютого 2022 року, відповідно з рішенням Запорізької міської ради, КП «Запоріжелектротранс» забезпечує безкоштовні перевезення пасажирів у трамваях та тролейбусах.[джерело не вказане 62 дні]
21 червня 2023 року у  муніципальних автобусах Запоріжжя відновлена робота валідаторів, за допомогою яких є можливість оплатити за проїзд банківською карткою.
26 червня 2023 року у запорізьких трамваях, тролейбусах та муніципальних автобусах встановлені «тривожні кнопки». Відтепер у муніципальному транспорті є можливість у разі надзвичайних ситуацій викликати поліцію.
З 18 серпня 2023 року КП «Запоріжелектротранс» запровадила новий дизайн разового проїзного квитка вартістю 12 ₴ в муніципальних автобусах.
З початку повномасштабного російського вторгнення в Україну знизилася кількість комунальних трамваїв, тролейбусів та автобусів, які щоденно виходять на лінію. Якщо до повномасштабного вторгнення на лінії здійснювався випуск в середньому 55 трамваїв та 38 тролейбусів, то наразі — 36 трамваїв та 20 тролейбусів. Кількість автобусів зменшилася до 51 одиниць. Люди вимушені довше чекати транспорту на зупинках, зокрема й ввечері. Одна з причин в цьому — відсутність у КП «Запоріжелектротрансу» грошей на закупівлю достатньої кількості запасних частин та проведення своєчасних ремонтів рухомого складу. Підприємство має заробляти додаткові гроші коштом своєї діяльності. Єдиний вихід — відновлення платного проїзду. За умови цього, передбачається порушити це питання у виконавчому комітеті Запорізької міської ради та встановити єдину вартість проїзду у 10 гривень не лише в електротранспорті, а й у муніципальних автобусах. Пасажири пільгових категорій, як і раніше, мають можливість безкоштовно користуватися комунальним громадським транспортом.
4 червня 2024 року Запорізький виконком підтримав рішення про повернення платного проїзду в електротранспорті, яке було ухвалено на сесії Запорізької міської ради 5 червня 2024 року, відповідно з яким з 10 червня 2024 року встановлена єдина вартість проїзду в тролейбусах, трамваях та муніципальних автобусах 10 гривень.
З 18 листопада 2024 року в Запоріжжі в тестовому режимі запроваджені перші транспортні картки «Січ» для проїзду в міському комунальному транспорті для пільгових категорій населення. Наразі для запуску виготовлені два види пільгових карток — для багатодітних родин, яка надаватиме можливість безкоштовного проїзду, та студентська, яка надаватиме 50 % знижку. Після тестування картки поступово впроваджуватимуть для інших пільгових категорій.
У листопаді 2024 року стало відомо, що Запоріжжя найближчим часом планує придбати та запустити на міських маршрутах сучасний екологічний транспорт — низькопідлогові електробуси та тролейбуси з автономним ходом, завдяки участі міста у проєкті Європейського інвестиційного банку «Міський громадський транспорт України» та інвестиційній грантовій підтримці від Європейського Союзу. На реалізацію проєкту «Міський громадський транспорт України», який Кабінет Міністрів України отримав від Європейського інвестиційного банку (ЄІБ) — інституції довгострокового кредитування Євросоюзу передбачено залучити кредит на загальну суму 200 млн євро. За допомогою кредитних коштів 10 українських міст, включно із Запоріжжям, отримали можливість оновити комунальний парк (трамваї, тролейбуси, автобуси, вагони метро), а також покращити транспортну інфраструктуру.
20 січня 2025 року міська влада відновила роботу GPS-трекерів на міських маршрутах та доступ до них у відкритих даних, в тому числі сервісів «EasyWay» та ««Dozor City»». На сайті та в мобільних додатках доступна інформація про прибуття для маршрутів муніципальних автобусів та електротранспорту міста у реальному часі. При оголошенні повітряної тривоги дані можуть автоматично зникати, або будуть в неактуальному стані.
26 червня 2025 року на брифінгу очільник Запорізької обласної військової адміністрації Іван Федоров та секретар Запорізької міської ради Регіна Харченко повідомили про надходження 37 автобусів, які були у використанні від міжнародних партнерів з Італії, Франції та Швейцарії. Обслуговування автобусів покладено на комунальне підприємство «Запоріжелектротранс». Також місто планує придбати 10 нових тролейбусів за 3 млн 850 тисяч євро, які передбачається, що будуть обслуговувати пасажирів на маршрутах наприкінці 2025 року.
30 липня 2025 року на 31-й сесії Запорізької міської ради ухвалено рішення про передачу 24 автобусів на баланс КП «Запоріжелектротранс», які були отримані від європейських партнерів завдяки підтримці керівництва Запорізької обласної державної адміністрації.
З 11 серпня 2025 року в тестовому режимі почав працювати муніципальний автобусний маршрут № 71 «Сімферопольське шосе — Запорізька площа», який обслуговує КП «Запоріжелектротранс». Автобуси надійшли до міста в якості європейської гуманітарної допомоги.

## Керівництво

### Генеральні директори
- з 1994 до 1997 р. — Очкаленко Анатолій Іванович;
- з 1997 до 1998 р. — Бірзул Ольга Василівна;
- з 1998 до 2000 р. — Бірюк Олександр Іванович;
- з 2000 до 2001 р. — Піпенко Михайло Володимирович;
- з 2001 до 2002 р. — Комаров Олександр Олександрович;
- з 2002 до 2005 р. — Біленький Володимир Миколайович;
- з 1 червня 2005 р. до 14 лютого 2012 р. — Риженьких Микола Васильович[38];
- з 17 лютого 2012 року до 18 листопада 2021 року — Папач Юрій Володимирович[39][40];
- з 19 листопада 2021 року до січня 2022 року — Сухачов Володимир Володимирович (в. о.)[41];
- з 27 січня 2022 року до січня 2025 року — Корницький Руслан Миколайович[42];
- з січня 2025 року — Сорокін Геннадій Васильович.

## Структура
До складу підприємства входять:
- Трамвайне депо № 1
- Трамвайне депо № 2 (законсервоване у серпні 2012 року, лінійні трамваї передислоковані до трамвайного депо № 1)[43]
- Тролейбусний парк № 1
- Тролейбусний парк № 2 (випуск тролейбусів не здійснюється з 23 лютого 2023 року[джерело не вказане 110 днів], тролейбуси з парку № 2 передислоковані до парку № 1)
- Автотранспортний цех
- Відділ експлуатації
- Ремонтно-будівельна дільниця
- Служба експлуатації
- Служба електрогосподарства
- Служба по контролю за збором виручки
- Служба шляху
- База відпочинку «Південна» у м. Бердянську

## Рухомий склад
Станом на 20 грудня 2021 року на балансі підприємства «Запоріжелектротранс» перебуває наступний рухомий склад:
| Депо, парки та рухомий склад                            | Кількість |
| Трамвайне депо (вул. Шкільна, 2)                        |           |
| ------------------------------------------------------- | --------- |
| К-1                                                     | 1         |
| Tatra T3SU                                              | 48        |
| Tatra T3М                                               | 48        |
| T3UA-3-ЗП                                               | 10        |
| Т3-КВП                                                  | 5         |
| KT4D                                                    | 25        |
| Всього:                                                 | 137       |
| Тролейбусний парк № 1 (Південне шосе, 13)               |           |
| ЗіУ-682                                                 | 6         |
| Дніпро Т103                                             | 6         |
| Škoda 14Tr                                              | 5         |
| ЮМЗ Т2                                                  | 2         |
| Van Hool AG 300 T                                       | 4         |
| Всього:                                                 | 23        |
| Тролейбусний парк № 2 (вул. Складська, 13)              |           |
| ЗіУ-682                                                 | 1         |
| ЮМЗ Т2                                                  | 5         |
| ЛАЗ-Е183D1                                              | 10        |
| Дніпро Т203 (у лізингу)                                 | 5         |
| Van Hool AG 300 T                                       | 3         |
| Van Hool AG300T(318T)                                   | 2         |
| Всього:                                                 | 26        |
| Автобусний парк (вул. Складська, 13; Південне шосе, 13) |           |
| МАЗ 103.062                                             | 6         |
| МАЗ 103.485                                             | 10        |
| МАЗ 203.085                                             | 35        |
| МАЗ 203.085 (у лізингу)                                 | 50        |
| Всього:                                                 | 101       |

## Професійно-технічна освіта
Підприємство «Запоріжелектротранс» — одне з підприємств міського електротранспорту, що акредитоване як навчальний заклад з підготовки водіїв транспортних засобів, має відповідний сертифікат і ліцензію Міністерства освіти і науки України. Матеріально-технічна база підприємства для навчання водіїв тролейбуса і трамвая включає технічні класи з вивчення будови та експлуатації рухомого складу, класи ПДР, полігони, навчальний рухомий склад і навчальні маршрути.